# Japan Cup 2007 (ciclismo)
La Japan Cup 2007, sedicesima edizione della corsa, si svolse il 28 ottobre 2007 su un percorso di 151,3 km. Fu vinta dall'italiano Manuele Mori che terminò la gara in 4h09'58" alla media di 36,3 km/h.

## Ordine d'arrivo (Top 10)
| Pos. | Corridore          | Squadra       | Tempo    |
| ---- | ------------------ | ------------- | -------- |
| 1    | Manuele Mori       | Saunier Duval | 4h09'58" |
| 2    | Fabian Wegmann     | Gerolsteiner  | a 6"     |
| 3    | Francesco Gavazzi  | Lampre        | s.t.     |
| 4    | Jesús del Nero     | Saunier Duval | s.t.     |
| 5    | Yukiya Arashiro    | Nippo Corp.   | a 7"     |
| 6    | Rubens Bertogliati | Saunier Duval | s.t.     |
| 7    | Taiji Nishitani    | Aisan         | s.t.     |
| 8    | Marco Marzano      | Lampre        | a 15"    |
| 9    | Yukihiro Doi       | Skil-Shimano  | a 25"    |
| 10   | Takashi Miyazawa   | Nippo Corp.   | s.t.     |